# 梶山陽平
梶山 陽平（かじやま ようへい、1985年9月24日 - ）は、東京都江東区出身の元プロサッカー選手、サッカー指導者。現役時代のポジションはミッドフィールダー。

## 来歴

### プロ入り前
小学校1年生時にサッカーを始める。5年生時に「家から近かった（梶山談）」ことから東京ガスサッカースクールに入会し、以後、FC東京U-15、U-18と昇格したクラブ生え抜き選手。同期には呉章銀、李忠成、斎藤雅也、鎌田次郎、眞行寺和彦らがいた。
U-18ではU-18所属の頃から第2種登録選手としてトップチームに帯同し、2003年3月8日（当時高校2年生）のナビスコカップ予選リーグ・横浜FM戦（横浜国際）にて後半30分から投入され公式戦初出場。3年生になった同年4月29日の神戸戦にてJ1デビューも果たした。当時から、東京都選抜のチームメートである小椋祥平が「預けておけばボールを取られるようなことはない」と話すなど 突出したボールキープ力を持っていた。

### FC東京
2004年より正式にFC東京のトップチームに昇格。一定して試合に出場するようになり、主にボランチでプレー。公式戦初得点はナビスコカップ予選リーグ第2節鹿島戦。中盤から走り込みミドルシュートを突き刺した。リーグ戦初得点は同年8月の東京ダービーで、こちらもミドルシュートによる得点だった。2ndステージ第14節市原戦では、右足でシュートを空振りして相手をかわし、直後に左足で得点を決めるなど活躍を印象付け、この年のJリーグ優秀新人賞を受賞した。
同年8月には、スペインで行われたデポルティーボ・ラ・コルーニャとの親善試合に出場し、決勝点となるミドルシュートを叩き込む。その試合を観戦した現地ジャーナリストのヘスス・スアレスはサッカー雑誌のコラムで梶山を「ミカエル・ラウドルップの様だ」と絶賛。「今すぐリーガ・エスパニョーラで通用する選手」と断言した。
その後怪我に苦しみ左膝を手術。2005年のワールドユース・オランダ大会には、リハビリ明けながら 中盤の核として 3試合に出場した。同年7月にはフィジカルの強さなどを評価され、宮沢正史らを押しのけFC東京でのレギュラーに定着。以降守備的MFの位置で先発出場するようになるが、試合によって調子の波があるという短所があり改善に努めた。
2007年は北京オリンピック予選への招集や、福西崇史の加入によって序盤は出場機会を減らすものの、運動量を増やし 第11節以降ポジションを奪い返した。J1第23節広島戦ではゴールまで28メートルの距離から無回転フリーキックを決めている。9月12日の北京オリンピックアジア最終予選第3戦U-22カタール戦ではヘディングで決勝点を挙げるも、試合中に左脛骨高原を骨折し、シーズン後半をリハビリに費やした。同年から田邊伸明と代理人契約を結び、将来の海外移籍を視野に入れた。
2008年からはエースの象徴でもある“背番号10”を託されている。これはクラブの念願であった『ユース出身者による背番号10』の誕生でもあった。2008年北京オリンピック・サッカー日本代表（U-23）でも背番号10を背負い、香川真司が「一緒にやっていてもうまい。縦パス1本でもアイデアがある。攻撃の核」と話すなど、同代表のチームメートからも一目置かれ期待されたが、日本は3戦全敗で梶山も強い存在感を示す事が出来なかった。同年から城福浩がFC東京の監督に就任し、中盤の底のポジションでの守備面の安定感も増加。攻撃の基点としてパスを各所に配球しチームの心臓として機能。石川直宏が「FC東京は（梶山）陽平のチーム」とコメントするなど、チームの主軸として確固たる存在となった。この年、梶山と対談した名波浩は、梶山について「前線の選手を自分の手のひらの上で転がしているかのようなプレーを見せてくれる。それができる選手は（日本人Jリーガーだと梶山の他には）ヤット（遠藤保仁）と（中村）憲剛ぐらい（しかいない）」と評した。
2009年12月、長らく痛みに苦しんでいた左足首と右膝を手術して症状の回復を図り、持ち味の強いキックも復活。2010年開幕戦にて途中出場で復帰を果たした。11月に負傷離脱していた米本拓司が復帰してからはトップ下としてもプレー。ゲームキャプテンの徳永悠平から「起点として安心してボールを預けられるので、押し上げる時間を作ることができる」「攻撃も守備も運動量も多くて助かった」と評価されるも、この年の慢性的な選手不足により前述の手術の経過が悪いままプレーを続けざるを得ず、自身初のJ2降格を経験することともなり不本意なシーズンとなった。
2011年は主にボランチで高橋秀人とコンビを組んでプレー。米本と高橋のプレーエリアの違いや、攻撃の起点である梶山に集中するマーク を分散するために高橋と縦関係の位置を取ったことで、配球役にとどまらずより前線で得点に絡むプレーを増やした。
2012年はシーズン前の1月にドイツブンデスリーガ・フォルトゥナ・デュッセルドルフの練習に参加。この年から監督に就いたランコ・ポポヴィッチからは「誰も持っていない能力を持っている選手」と評され クラブの主将に就任。同年より中盤にMF長谷川アーリアジャスールが加わったこともあって、トップ下で固定的に起用された。

### パナシナイコスFC
2013年1月1日、ギリシャ・スーパーリーグのパナシナイコスFCへ期限付き移籍。外国籍枠（EU外選手枠）が空かずに選手登録が遅れたため、22日に正式契約を結ぶ。背番号は49。同月27日のリーグ第19節アトロミトス戦で先発出場し、ギリシャでのデビューを飾る。当初はトップ下で先発出場を続けていたが、連動性が無く 個人の打開に頼るサッカーの中で孤立し、8番タイプの守備的MF としても起用された。6月末に退団し、FC東京への復帰が発表された。

### 大分トリニータ
FC東京では左膝の負傷の影響から 出場機会を得られず、同年8月7日、J1で苦闘の最中にあった大分トリニータへ期限付き移籍。チームの中心として ゲームをコントロールする役割を担い、試合内容を大きく改善させる その影響力から田坂和昭監督は「格の違い」を見せる選手と評した。大分での実戦復帰後に古傷の右膝の痛みが再発するも、J1残留争いが佳境を迎えていたために強行出場を続け、J2降格が決まった同年10月の第28節C大阪戦を最後に戦線を離脱。翌11月、右膝関節軟骨損傷による手術を受け、全治まで8ヵ月と発表された。

### FC東京復帰
2014年よりFC東京へ復帰。夏場にかけて全体練習に合流し 同年8月の天皇杯3回戦松本戦でベンチ入り。アンカーに配され、機知に富むプレーで 評価を掴み、短時間ずつではあったが出場を続けた。
2015年序盤は高橋秀人とのポジション争いを制してアンカーでの先発出場を続け、守備のバランスを管理し 視野の広さと多彩なアイデアで攻撃にも加担。1stステージ終盤からは高橋とドイスボランチを形成し、同ステージでは2位に入る好成績を残した。2nd第3節山形戦で相手のタックルにより離脱。
2016年、怪我から復活するとボランチのレギュラーとして定着した。

### アルビレックス新潟
2018年7月16日にアルビレックス新潟への期限付き移籍で加入した が、右膝のケガで満足な出場機会は得られなかった上、第31節愛媛FC戦でケガを悪化させた。同年11月14日に今シーズン限りでの現役引退を発表した。

## エピソード
- プロ入り以来、スパイクには、アディダス・プレデターを愛用[68][69]。
- 2018年12月14日に、投資関係のトラブルで元チームメイトと訴訟問題を抱えていると東京スポーツで報じられた[70]。

## 所属クラブ
ユース経歴
- FC東陽
- 1996年 - 1997年 東京ガスFCジュニア (江東区立東陽小学校)[1]
- 1998年 - 2000年 FC東京U-15 (八千代市立大和田中学校)[1]
- 2001年 - 2003年 FC東京U-18 (東海大学付属望星高等学校)[2]

プロ経歴
- 2004年 - 2018年  FC東京
  - 2013年1月 - 同年06月  パナシナイコスFC (期限付き移籍)
  - 2013年8月 - 同年12月  大分トリニータ (期限付き移籍)
  - 2018年7月 - 同年12月  アルビレックス新潟（期限付き移籍）

## 個人成績
| 国内大会個人成績 | 国内大会個人成績 | 国内大会個人成績 | 国内大会個人成績 | 国内大会個人成績 | 国内大会個人成績 | 国内大会個人成績 | 国内大会個人成績 | 国内大会個人成績 | 国内大会個人成績 | 国内大会個人成績 | 国内大会個人成績 |
| 年度             | クラブ           | 背番号           | リーグ           | リーグ戦         | リーグ戦         | リーグ杯         | リーグ杯         | オープン杯       | オープン杯       | 期間通算         | 期間通算         |
| 年度             | クラブ           | 背番号           | リーグ           | 出場             | 得点             | 出場             | 得点             | 出場             | 得点             | 出場             | 得点             |
| 日本             | 日本             | 日本             | 日本             | リーグ戦         | リーグ戦         | リーグ杯         | リーグ杯         | 天皇杯           | 天皇杯           | 期間通算         | 期間通算         |
| ---------------- | ---------------- | ---------------- | ---------------- | ---------------- | ---------------- | ---------------- | ---------------- | ---------------- | ---------------- | ---------------- | ---------------- |
| 2003             | FC東京           | 34               | J1               | 3                | 0                | 3                | 0                | 1                | 0                | 7                | 0                |
| 2004             | FC東京           | 23               | J1               | 16               | 2                | 5                | 2                | 1                | 0                | 22               | 4                |
| 2005             | FC東京           | 23               | J1               | 26               | 2                | 1                | 0                | 2                | 0                | 29               | 2                |
| 2006             | FC東京           | 23               | J1               | 30               | 3                | 5                | 1                | 2                | 1                | 37               | 5                |
| 2007             | FC東京           | 23               | J1               | 24               | 1                | 6                | 0                | 2                | 1                | 32               | 2                |
| 2008             | FC東京           | 10               | J1               | 28               | 1                | 5                | 0                | 4                | 1                | 37               | 2                |
| 2009             | FC東京           | 10               | J1               | 31               | 2                | 10               | 1                | 3                | 1                | 44               | 4                |
| 2010             | FC東京           | 10               | J1               | 24               | 2                | 6                | 1                | 3                | 0                | 33               | 3                |
| 2011             | FC東京           | 10               | J2               | 34               | 6                | -                | -                | 6                | 0                | 40               | 6                |
| 2012             | FC東京           | 10               | J1               | 26               | 2                | 3                | 1                | 1                | 0                | 30               | 3                |
| ギリシャ         | ギリシャ         | ギリシャ         | ギリシャ         | リーグ戦         | リーグ戦         | リーグ杯         | リーグ杯         | エラーダス杯     | エラーダス杯     | 期間通算         | 期間通算         |
| 2012-13 (en)     | パナシナイコス   | 49               | スーパーリーグ   | 7                | 0                | -                | -                | -                | -                | 7                | 0                |
| 日本             | 日本             | 日本             | 日本             | リーグ戦         | リーグ戦         | リーグ杯         | リーグ杯         | 天皇杯           | 天皇杯           | 期間通算         | 期間通算         |
| 2013             | FC東京           | 10               | J1               | 0                | 0                | -                | -                | -                | -                | 0                | 0                |
| 2013             | 大分             | 49               | J1               | 9                | 1                | -                | -                | 0                | 0                | 9                | 1                |
| 2014             | FC東京           | 10               | J1               | 7                | 0                | 0                | 0                | 1                | 0                | 8                | 0                |
| 2015             | FC東京           | 10               | J1               | 18               | 0                | 0                | 0                | 0                | 0                | 18               | 0                |
| 2016             | FC東京           | 10               | J1               | 14               | 0                | 2                | 0                | 1                | 0                | 17               | 0                |
| 2017             | FC東京           | 10               | J1               | 11               | 0                | 5                | 0                | 1                | 0                | 17               | 0                |
| 2018             | FC東京           | 10               | J1               | 0                | 0                | 3                | 1                | 0                | 0                | 3                | 1                |
| 2018             | 新潟             | 13               | J2               | 3                | 0                | -                | -                | -                | -                | 3                | 0                |
| 通算             | 日本             | 日本             | J1               | 267              | 16               | 54               | 7                | 22               | 4                | 343              | 27               |
| 通算             | 日本             | 日本             | J2               | 37               | 6                | -                | -                | 6                | 0                | 43               | 6                |
| 通算             | ギリシャ         | ギリシャ         | スーパーリーグ   | 8                | 0                | 0                | 0                | 0                | 0                | 8                | 0                |
| 総通算           | 総通算           | 総通算           | 総通算           | 312              | 22               | 54               | 7                | 28               | 4                | 394              | 33               |

- 2003年はFC東京U-18所属

その他の公式戦
| 2016   | F東23  | 10     | J3     | 3  | 0 | 3  | 0 |
| 2017   | F東23  | 10     | J3     | 5  | 0 | 5  | 0 |
| 2018   | F東23  | 10     | J3     | 5  | 0 | 5  | 0 |
| 通算   | 日本   | 日本   | J3     | 13 | 0 | 13 | 0 |
| 総通算 | 総通算 | 総通算 | 総通算 | 13 | 0 | 13 | 0 |

- 2012年
  - スーパーカップ 1試合0得点
- 2013年
  - 6位決定プレーオフ 1試合0得点

| 国際大会個人成績 | 国際大会個人成績 | 国際大会個人成績 | 国際大会個人成績 | 国際大会個人成績 |
| 年度             | クラブ           | 背番号           | 出場             | 得点             |
| AFC              | AFC              | AFC              | ACL              | ACL              |
| ---------------- | ---------------- | ---------------- | ---------------- | ---------------- |
| 2012             | FC東京           | 10               | 4                | 1                |
| 2016             | FC東京           | 10               | 0                | 0                |
| 通算             | AFC              | AFC              | 4                | 1                |

その他の国際公式戦
- 2010年
  - スルガ銀行チャンピオンシップ 1試合0得点

出場歴
- 2003年3月08日：公式戦初出場 - ヤマザキナビスコカップ 予選リーグ第1節 vs横浜F・マリノス (横浜国)
- 2003年4月29日：Jリーグ初出場 - J1 1stステージ第6節 vsヴィッセル神戸 (神戸ウイ)[5]
- 2004年4月29日：公式戦初得点 - ヤマザキナビスコカップ 予選リーグ第2節 vs鹿島アントラーズ (カシマ)
- 2004年8月29日：Jリーグ初得点 - J1 2ndステージ第3節 vs東京ヴェルディ1969 (国立)[5]
- 2008年3月08日：J1・100試合出場 - J1 第1節 vsヴィッセル神戸 (味スタ)[3]
- 2012年9月22日：J1・200試合出場 - J1 第26節 vs川崎フロンターレ (味スタ)[3]
- 2013年1月27日：ギリシャ・スーパーリーグ初出場 - 第19節 vsアトロミトスFC (Peristeri Stadium)

## 代表歴
- U-17日本代表
  - 2002年 - 国際ユースサッカー in 新潟
- U-18日本代表 
  - テルボルグ国際ユース大会
  - 国際ユースサッカー in 新潟 (優勝)
  - SBSカップ (優勝)
  - 仙台カップ国際ユースサッカー大会
  - AFCユース選手権予選
- U-20日本代表
- U-19日本代表 
  - トゥーロン国際大会
  - SBSカップ (準優勝)
  - AFC U-19選手権
  - マレーシア大会 (離脱)
- U-20日本代表
  - ワールドユース選手権
  - オランダ大会 (ベスト16)
- U-21日本代表
- U-22日本代表 
  - 北京オリンピックアジア二次予選・最終予選
- U-23日本代表 -
  - トゥーロン国際大会 (4位)
  - オリンピック・北京大会 (グループリーグ敗退)
- 日本代表候補 
  - AFCアジアカップ2011予備登録[71]

## 指導歴
- 2019年 - FC東京
  - 2019年 - 2021年 :普及部コーチ
  - 2022年 - :U-12コーチ

## タイトル

### チーム
FC東京U-18
- 日本クラブユースサッカー選手権 (U-18)大会 (2001年)

FC東京
- Jリーグカップ (2004年、2009年)
- スルガ銀行チャンピオンシップ (2010年)
- Jリーグ ディビジョン2 (2011年)
- 天皇杯全日本サッカー選手権大会 (2011年)

### 個人
- 日本クラブユースサッカー選手権 (U-15)大会優秀選手 (2000年)[2]
- 国民体育大会サッカー競技優秀選手 (2003年)
- Jリーグ優秀新人賞 (2004年)[32]